# Chaerilus honba
Espèce
Chaerilus honba est une espèce de scorpions de la famille des Chaerilidae.

## Distribution
Cette espèce est endémique de la province de Khánh Hòa au Viêt Nam. Elle se rencontre dans la réserve naturelle de Hon Bà.

## Étymologie
Son nom d'espèce lui a été donné en référence au lieu de sa découverte, la réserve naturelle de Hon Bà.

## Publication originale
- Lourenço, 2019 : The Genus Chaerilus Simon, 1877 (Scorpiones: Chaerilidae) in Vietnam, with the Description of a New Species. Arachnology, vol. 18, no 1, p. 32-36.